# Hara Zaimei

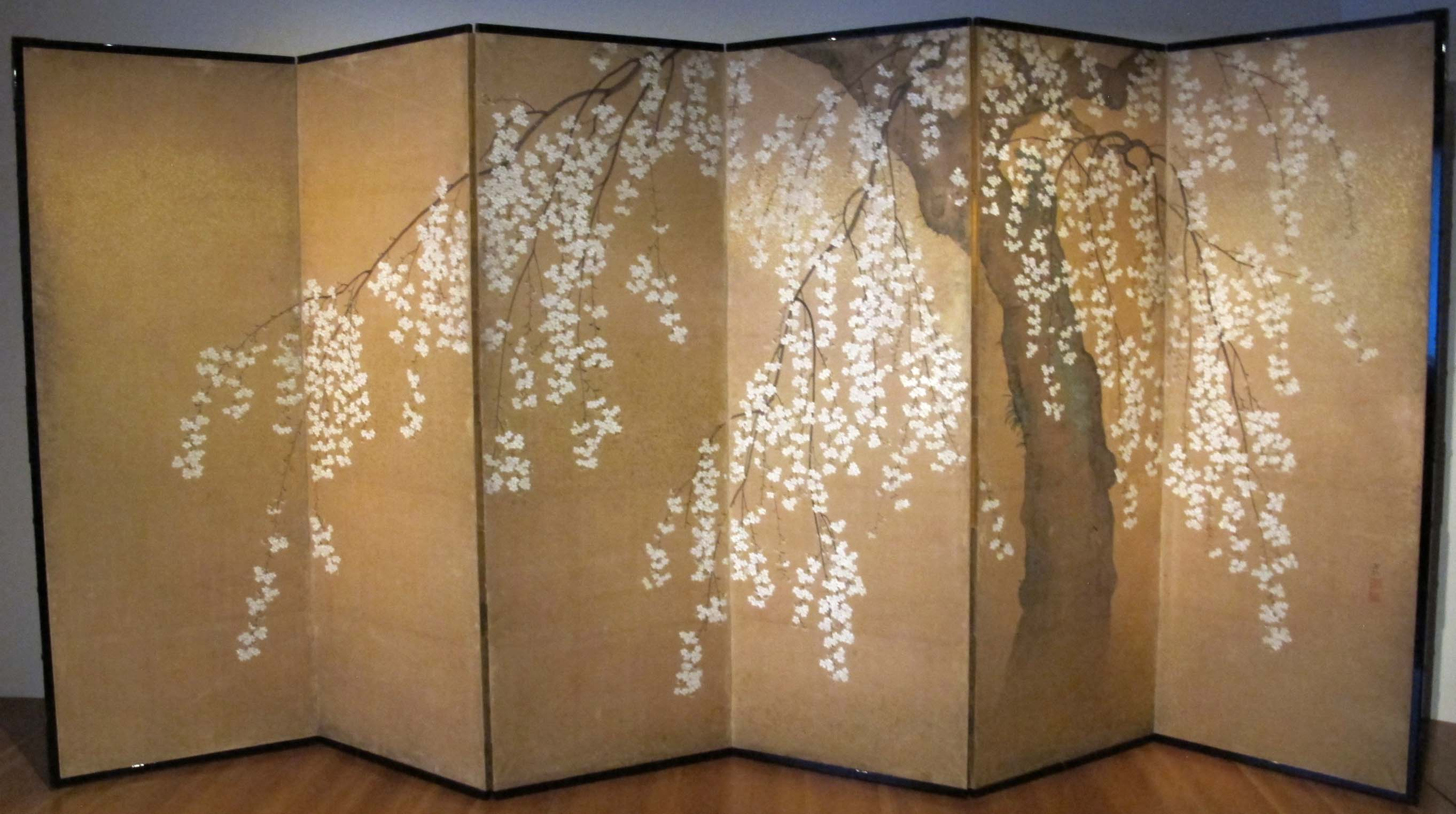
Stellschirm mit blühenden Kirschbäumen

Hara Zaimei (japanisch 原 在明; geboren 21. September 1778 in Kyōto; gestorben 29. Juli 1844) war ein japanischer Maler der Bakumatsu-Zeit.

## Leben und Werk
Hara Zaimei war der zweite Sohn des Malers Hara Zaichū (原 在中; 1750–1837) nach Hara Zaishō (原 在正). Er hieß zunächst Hara Chikayoshi (原 近義), erlernte die Malerei unter Anleitung seines Vaters und war so der Zweite der Hara-Schule. Er kannte sich gut aus in der „Yūsoku kojitsu“ (有職故実), in der Hofetikette.  
Eine Bildrolle Haras trägt den Titel „Iwashimizu rinji sairei zumaki“ (石清水臨時祭礼図巻). Die Bildrolle zeigt das große Fest am Schrein Iwashimizu Hachiman-gū südwestlich von Kyōto, das jährlich am 15. September unter großer Anteilnahme begangen wird.
Hara Zaimei ist in der Sammlung des deutschen, in Japan tätigen Arztes Erwin Bälz (1849–1913) vertreten.

## Bilder

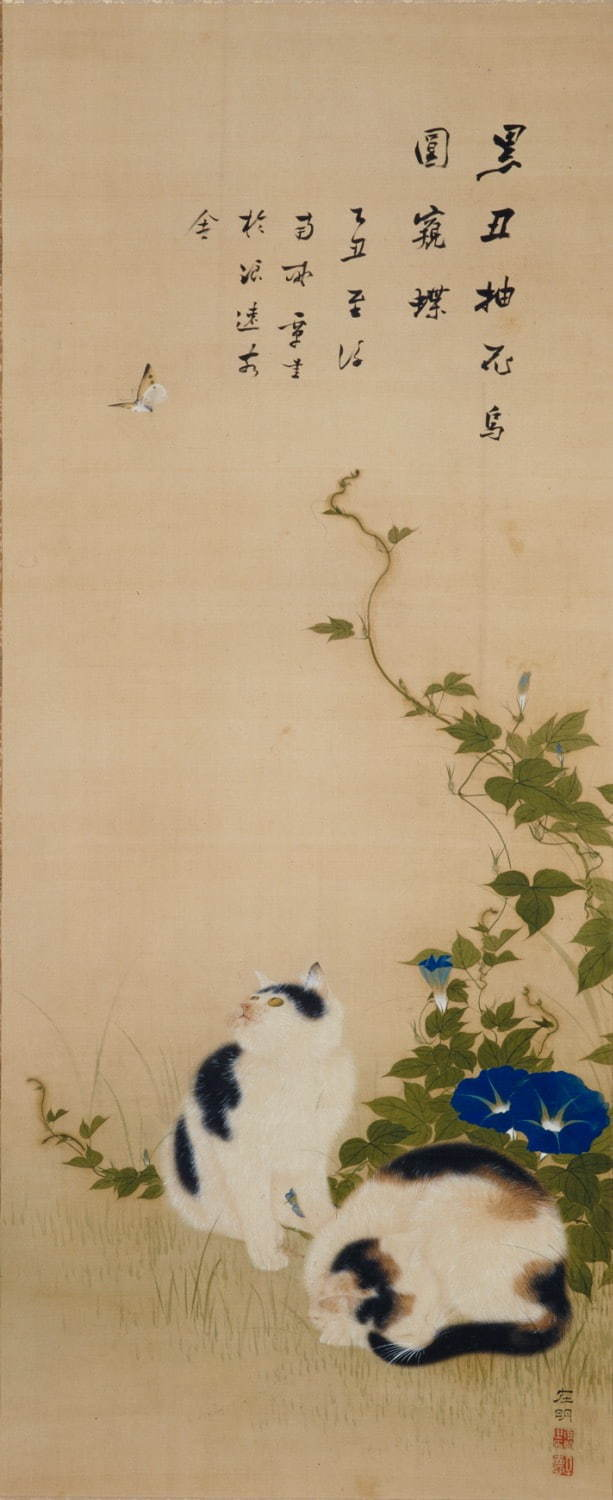
Zwei Katzen
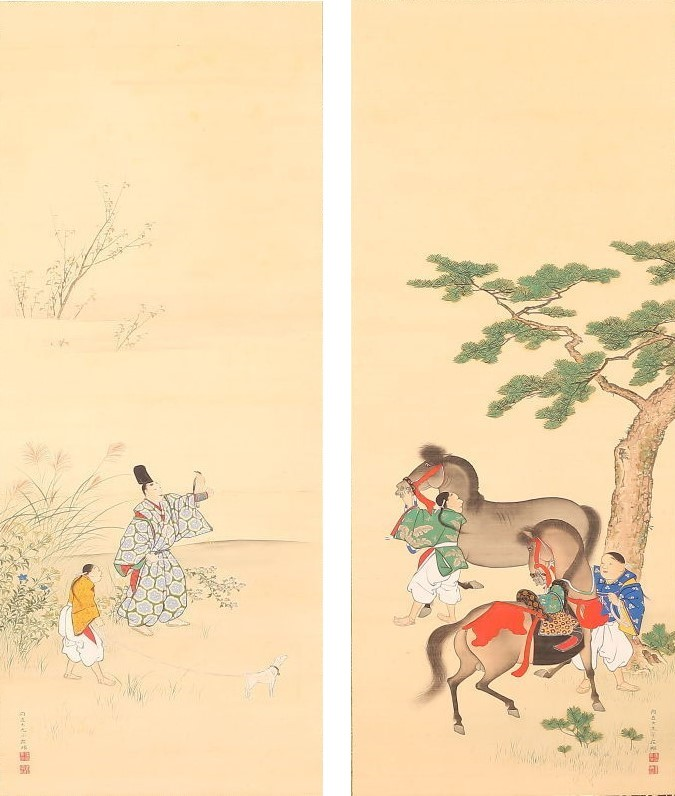
Falkenjagd
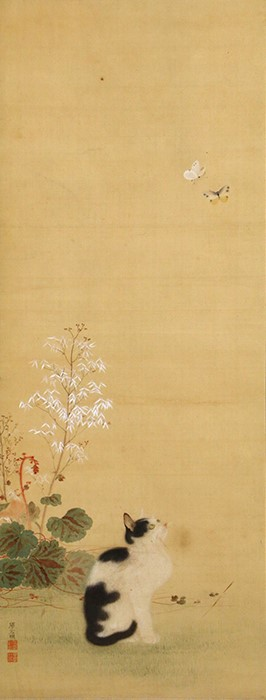
Eine Katze
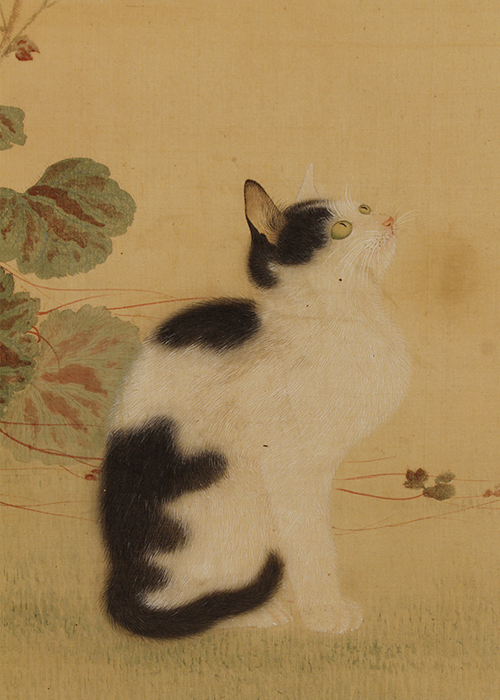
Eine Katze, Detail
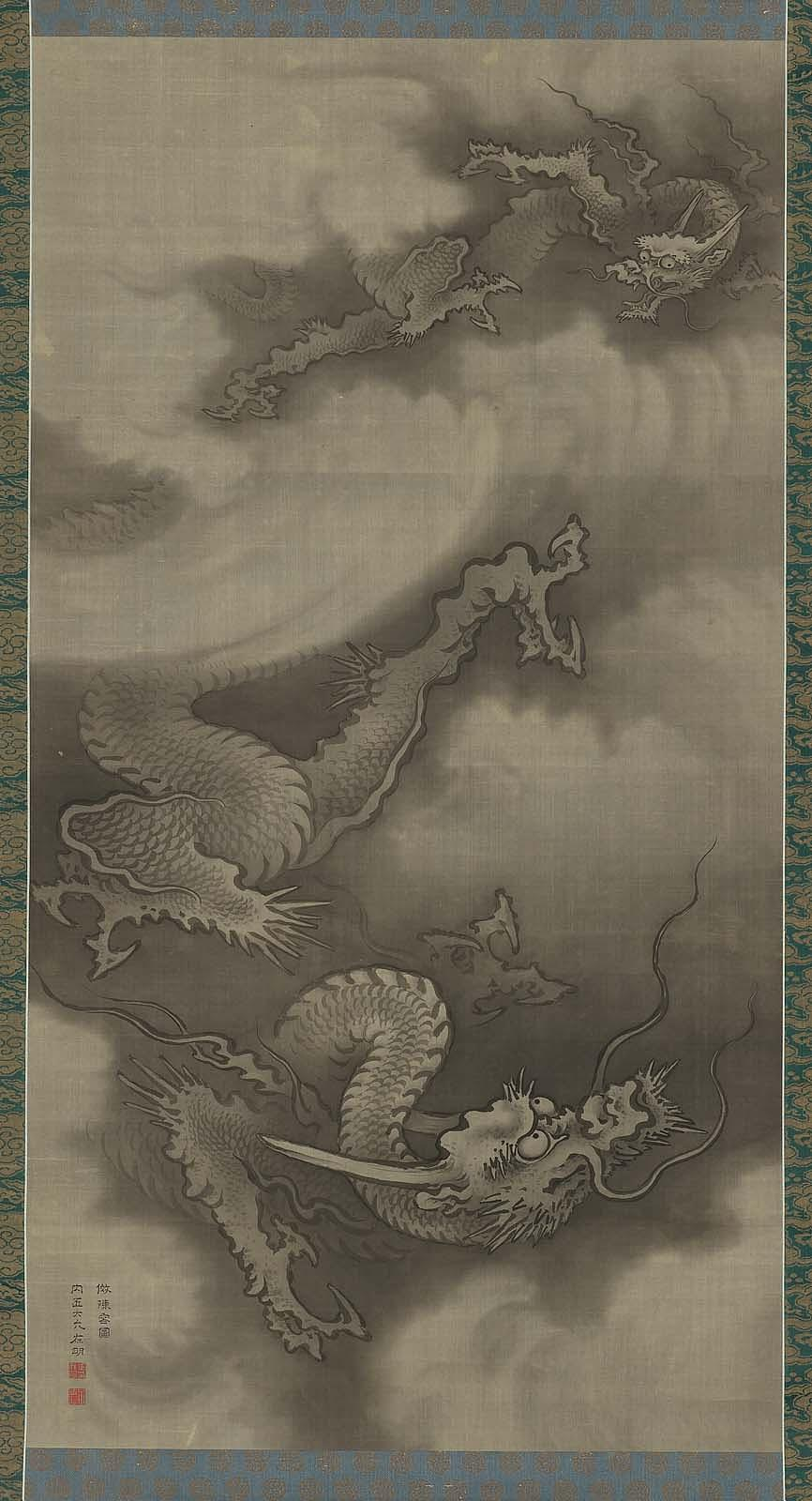
Herabsteigender Drache[A 1]
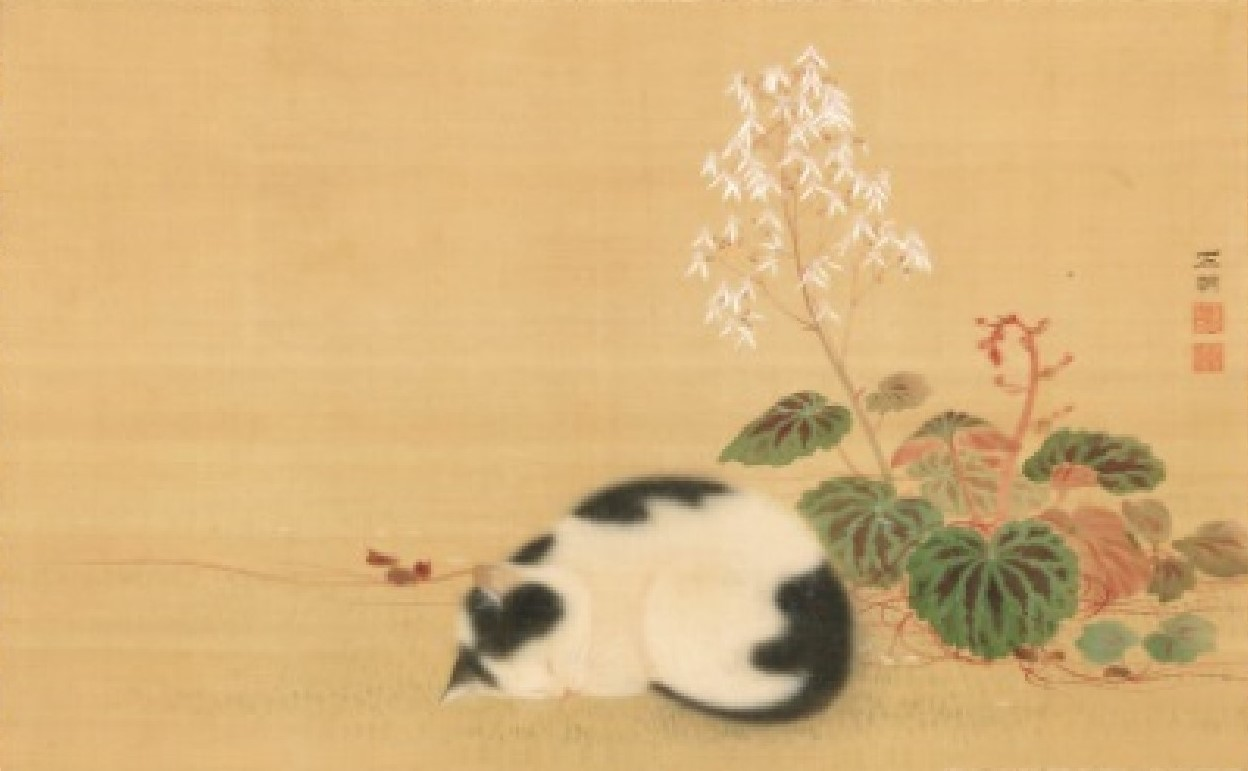
Schlafende Katze